# T.H.E. Cat
T.H.E. Cat est une série télévisée américaine de 26 épisodes diffusés lors de la saison 1966-67. C'est Robert Loggia qui en était le principal interprète de ce feuilleton toujours inédit en France. Jacques Tourneur réalise en 1966 un des épisodes intitulé The Ring of Anasis.
Sans attendre un éventuel succès, ce qui ne fut pas le cas, Dell acheta les droits et édita un comics qui ne fit pas, lui non plus, long feu.

## Thème
Thomas Hewitt Edward (c'est la signification du T.H.E.) Cat est un ancien acrobate, un peu (beaucoup) voleur sur les bords dans le style de Cary Grant dans La Main au Collet. Ce voleur repenti, lui aussi, est désormais du bon côté de la barrière et est prêt à enfreindre la loi pour voler au secours de la veuve et l'orphelin.

## Publications
Dell confie à Joe Gill (scénario) et Jack Sparling (dessins) le soin de créer ce nouveau comics qui sort, compte tenu des délais de fabrication, au moment où la série n'est pas renouvelée chez NBC.
Son espérance de vie chez Dell est très limitée et consiste en 8 histoires et 128 planches.
C'est Jack Sparling qui a assuré l'intégralité des dessins. Il est certain que Joe Gill a assumé le rôle de scénariste pour les #1 et 4, mais le doute subsiste pour le reste.

### T.H.E. Cat
#1er mars 1967
1. The Diplomatic Dodge -11 planches
T.H.E. Cat and the Kidnapped Canary -10 planches
How Many Lives Are Left -11 planches
Il s'agit de la même histoire divisée en 3 chapitres différents.

#2 avril 1967
2. The Cat and the Castle -16 planches
3. The Beatnik and the Masterpiece -16 planches
#3 juin 1967
4. Goliath's Cruise -16 planches
5. Sentenced From Solitary -16 planches
#4 juin 1967
6. The Czar's Car Caper -9 planches
7. The 14th Year! -12 planches
8. The Furious Feline -11 planches